# ابلانک
ابلانک (به اسپانیایی: Ablanque) یک شهرستان در اسپانیا است که در castile-la mancha واقع شده‌است.

## خصوصیات
ابلانک ۵۱٫۴۰ کیلومترمربع مساحت و ۱۰۷ نفر جمعیت دارد و ۱٬۰۶۱ متر بالاتر از سطح دریا واقع شده‌است.